# アルマンド・ジョゼ・フェルナンデス
アルマンド・ジョゼ・フェルナンデス（Armando José Fernandes, 1906年7月26日 - 1983年5月3日）は、ポルトガルの作曲家。
リスボン出身。リスボン音楽院で学んだ後、奨学金を得てパリに留学し、ナディア・ブーランジェに師事した。はじめはピアニストとして活動していたが、やがて作曲と教育に専念するようになる。1940年からアカデミア・デ・アマドーリス・デ・ムジカで教鞭をとり、さらに1953年から1976年までリスボン音楽院で教壇に立った。またポルトガルの古楽作品の出版も行っている。
作品にはチェロ・ソナタ、ヴァイオリン協奏曲、多くのピアノ曲がある。作風は新古典主義によっている。

## 文献
- N. Barreiros: Semana Armando José Fernandes. Lisbon, 1988. (Portuguese)
- Biblioteca Nacional, Centro de Estudos Museológicos: Armando José Fernandes 1906-1983. Fernando Lopes Graça 1906-1994: mostra bibliográfica. Lisbon: Biblioteca Nacional, 2006. (Portuguese)
- Scores and recordings catalogued on Worldcat. Retrieved 24 December 2007.